# Cal Perdigotet
Cal Perdigotet és una casa de Florejacs, al municipi de Torrefeta i Florejacs (Segarra), inclosa a l'Inventari del Patrimoni Arquitectònic de Catalunya.

## Descripció
Edifici situat al carrer Amunt, a pocs metres del castell de Florejacs. A la planta baixa, a l'esquerra, hi ha una entrada amb porta de fusta i a la seva dreta hi ha una entrada més gran. A la planta següent, a la dreta, hi ha un balcó amb barana de ferro i un altre al centre. A l'esquerra de la façana hi ha una finestra. A la planta següent hi ha dos balcons amb barana de ferro.